# 硚口区
礄口区是中华人民共和国湖北省武汉市的市辖区，位于长江、汉水交汇处，是武汉三镇中汉口的一部分。硚口东临武汉中央商务区（CBD）和汉口商业中心区，南临汉水紧接武汉经济技术开发区，西临东方马城，北临台商投资区，是武汉市最具创新活力的中心城区和最具发展潜力的经济腹地。区内汉正街为清朝汉口镇正街，现以汉正街市场驰名。常住总人口約67万人，区人民政府駐韩家墩街道沿河大道518号。

## 名称由来

明朝汉水改道，形成汉口。崇祯八年（公元1635年），为了使汉正街地区的街市、商店、居民不受水淹，当时汉阳通判袁焻在硚口修筑长堤，堤外因取土挖成玉带河。在河与汉江相连处的河口，修建了一座石桥，因而此地被称之为“硚口”。清同治三年（公元1864年），汉口又修城垣，城外护城河也连汉江，河口修桥的地带也取名“硚口”，为区别便分别称为“大硚口”、“小硚口”。后汉口城垣拆除，玉带河、护城河淤塞，石桥也废毁不存，但“硚口”地名仍沿用至今。
坊间有一些说法认为保寿桥上刻着的“硚”字是硚口的区名来源，但大小硚口的地名早在清光绪年间便已经形成，在玉带门（今硚口路一带）而不在保寿桥所在的汉正街道一带，见左图。

## 历史沿革

中華民國時期的漢口市

解放前漢口市无硚口行政建置。1950年11月，武汉市第二区人民政府成立，管理硚口片区。1952年6月，武汉市第二区改称硚口区，辖街道20个。期间区人民政府曾改称区人民委员会、人民公社、革命委员会，1980年2月恢复原名。

## 政治

### 现任领导
| 机构     | · 中国共产党 · 武汉市硚口区委员会 · 书记 | 武汉市硚口区人民代表大会 常务委员会 主任 | 武汉市硚口区人民政府 区长 | · 中国人民政治协商会议 · 武汉市硚口区委员会 · 主席 | 武汉市硚口区监察委员会 主任 |
| -------- | ---------------------------------------- | ---------------------------------------- | ------------------------- | -------------------------------------------------- | --------------------------- |
| 姓名     | 景新华                                   | 严学彬                                   | 刘丹平                    | 周付民                                             | 邹春燕（女）                |
| 民族     | 汉族                                     | 汉族                                     | 汉族                      | 汉族                                               | 汉族                        |
| 籍贯     | 湖北省天门市                             | 湖北省武汉市                             | 江苏省丹阳市              | 湖北省枣阳市                                       |                             |
| 出生日期 | 1966年5月（59歲）                        | 1963年10月（61歲）                       | 1966年4月（59歲）         | 1964年11月（60歲）                                 |                             |
| 就任日期 | 2016年12月                               | 2017年12月                               | 2016年12月                | 2015年12月                                         | 2017年12月                  |

### 行政区划
硚口区现下辖11个街道办事处，共有127个社区居民委员会，1个村民委员会:58：
古田街道、韩家墩街道、宗关街道、汉水桥街道、宝丰街道、荣华街道、汉中街道、汉正街道、六角亭街道、长丰街道和易家街道。

## 人口
武汉市第七次全国人口普查公报显示：硚口常住人口为666661人，男性人口占比50.52%，女性人口占比49.48%，年龄结构中0-14岁占比11.76%，15-59岁占比66.62%，60岁以上占比21.62%，65岁以上占比14.07%。
2016年，硚口区户籍总人口524620人，其中农业人口593人，非农业人口524027人，共有汉、回、满、土家等27个民族。:58

### 名人
硚口区诞生、培养了许多世界冠军，包括：
- 网球运动员李婷
- 跳水运动员胡佳
- 羽毛球运动员杨维
- 网球运动员李娜
- 跳水运动员伏明霞
- 羽毛球运动员韩爱萍

## 经济
2016年，硚口区地区生产总值599.36亿元，较上一年增长7.3%，其中，第二产业增加值140.66亿元，增长8.7%；第三产业增加值458.70亿元，增长6.8%。（无第一产业）全区完成全社会固定资产投资229.57亿元，下降41.5%，完成外贸出口创汇总额34658万美元，下降24.56%，实现全口径财政收入101.77亿元，增长15.09%。:59，312-318
2016年，硚口区城镇常住居民人均可支配收入达到36652元，增长8.91%。全年新增就业人数4.68万人次，下岗失业人员再就业4167人。:320

## 交通
至2016年，硚口区内有三环线、汉西路二环线、沿河大道、解放大道等快速路1条、主干道18条、次干道22条、支路68条。:59
武汉地铁1号线、3号线、6号线穿过硚口。硚口区共有汉江公路桥5座（晴川桥、江汉桥、月湖桥、知音桥、古田桥）、铁路桥1座。
- 京广铁路：汉西站